# گروسلانگهایم
گروسلانگهایم (به آلمانی: Großlangheim) یک منطقهٔ مسکونی در آلمان است که در Kitzingen واقع شده‌است.